# Edgerton (Wyoming)
Edgerton – miasto w Stanach Zjednoczonych, w stanie Wyoming, w hrabstwie Natrona.